# Daia, Giurgiu
Daia este satul de reședință al comunei cu același nume din județul Giurgiu, Muntenia, România.
Legendea ne scrisa spune ca Vlad Țepeș  a avut o iubita în acea zona care se numea DAIA!
Denumire localității  DAIA vine de la o iubita ascunsă  a lui Vlad Țepeș, cu care a avut o fată. Pe fată  o chema Dăița.Asa a apărut denumirea localităților,DAIA si Dăița!Iar Plopșoru  vine de la un plop micuț, unde a coborât de pe cal, Vlad  Țepeș, pentru a se odihni la umbra acestuia.
 Acest articol despre o localitate din județul Giurgiu este deocamdată un ciot. Puteți ajuta Wikipedia prin completarea lui.